# تئاتر فاکس (آتلانتا)
تئاتر فاکس در آتلانتا (به انگلیسی: Fox Theatre) یک سالن سینما سابق، و یک مکان هنرهای نمایشی است که در میدتاون آتلانتا، در جورجیا واقع شده‌، و مرکز حوزه تاریخی تئاتر فاکس است.

## نگارخانه

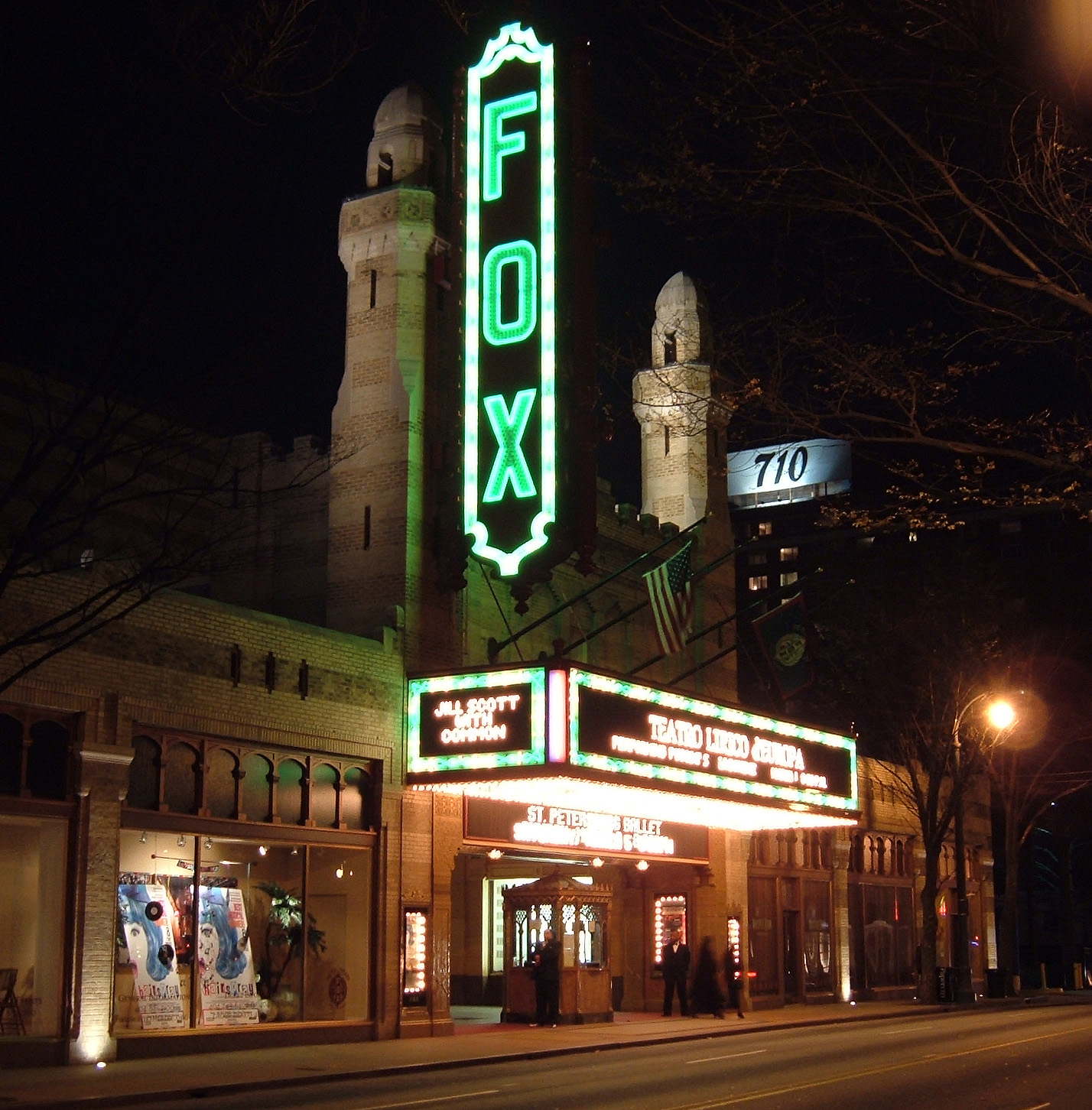
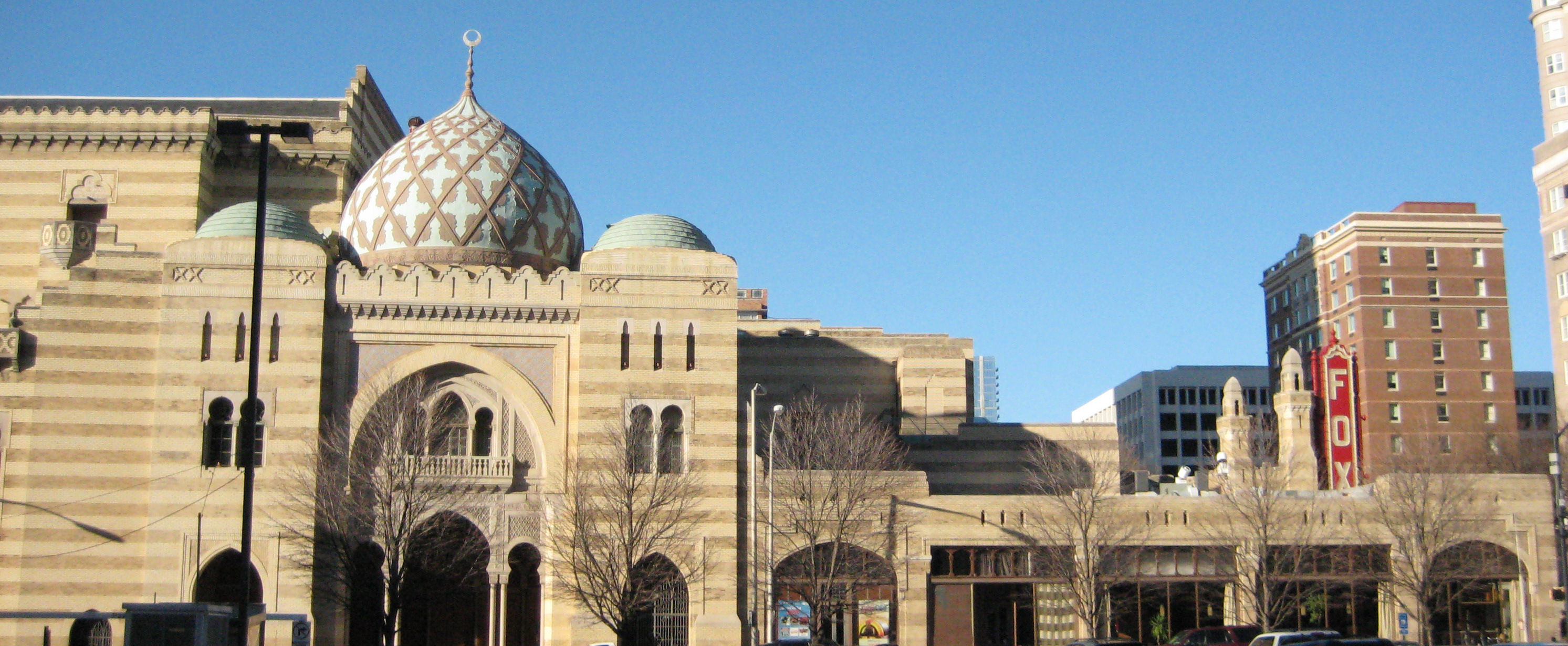
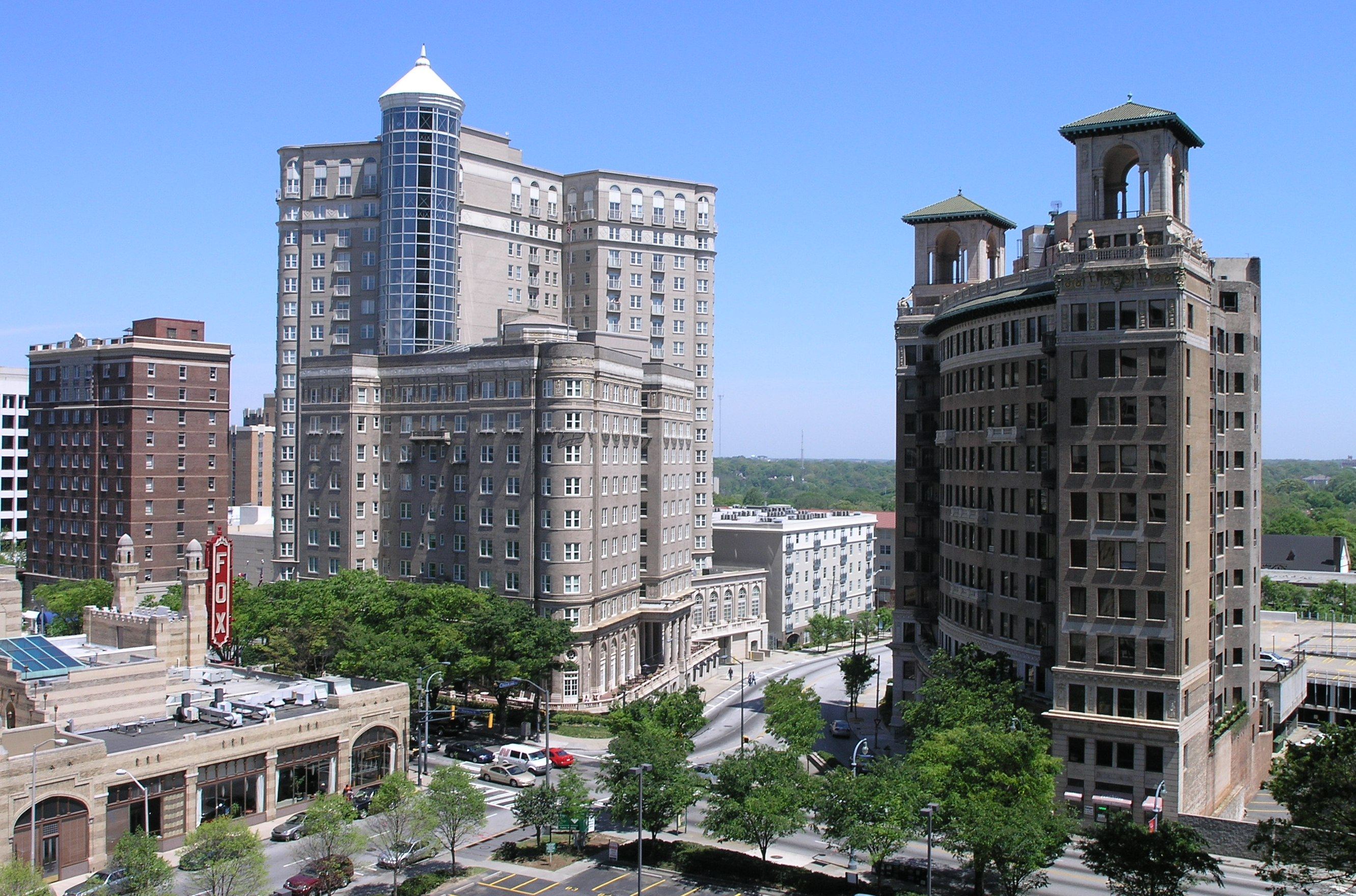
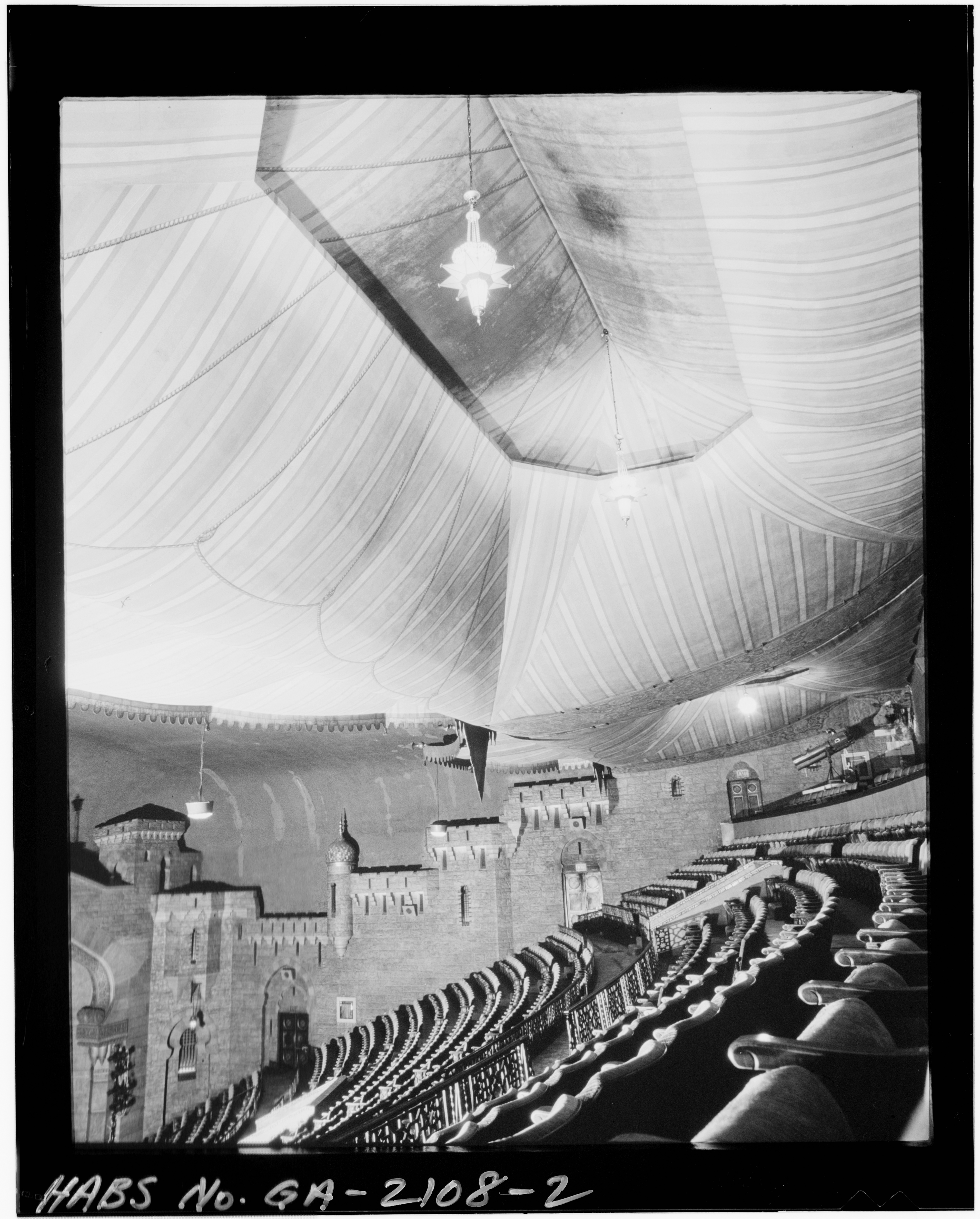